# Christine Schöpf

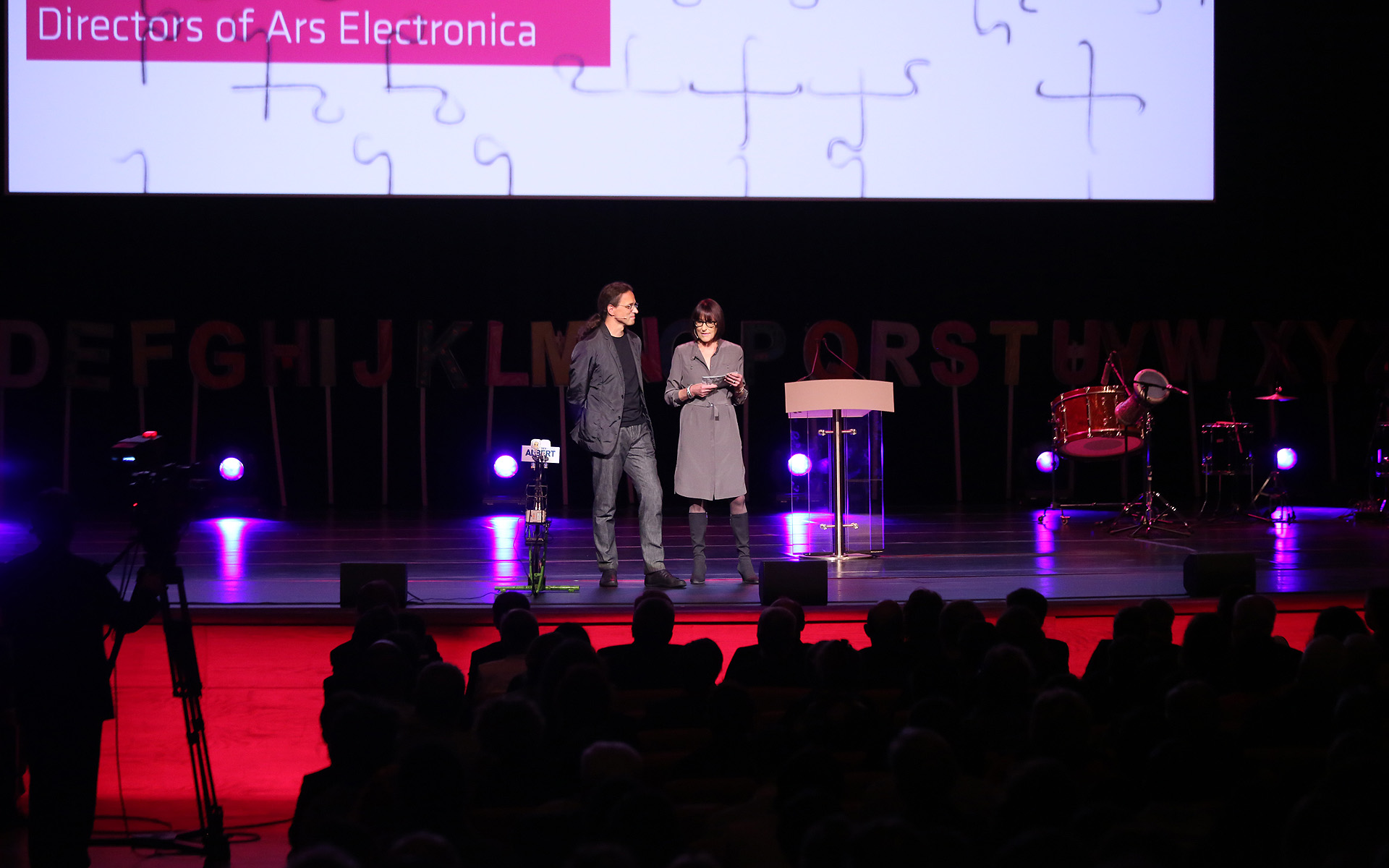
Christine Schöpf mit Gerfried Stocker, Prix Ars Electronica 2012

Christine Schöpf (* in Linz) ist eine österreichische Hörfunk- und Fernseh-Journalistin.

## Ausbildung und berufliches Wirken
Sie studierte Germanistik und Romanistik (Französisch) an der Universität Wien und widmete ihre Dissertation Johann Nepomuk Nestroy als Literaturkritiker.
Seit 1977 arbeitet sie zunächst als freie ORF-Mitarbeiterin für das wöchentliche Radio-Kulturmagazin Das Fenster mit Schwerpunkt Literatur und ab 1978 als Redakteurin beim ORF-Landesstudio Oberösterreich beim Aktuellen Dienst sowie von 1981 bis 2007 als Abteilungsleiterin Kultur und Wissenschaft mit dem Schwerpunkt auf die Ars Electronica und Konzeption diverser Radio und TV-Sendungen. Sie übte daneben eine Vortrags- und Jurytätigkeit im In- und Ausland aus und wirkte an verschiedenen Hörfunk- und Fernsehdokumentationen mit.
Von 1987 bis 2004 oblag ihr die Konzeption und Durchführung des Prix Ars Electronica. Seit 1995 ist sie Mit-Herausgeberin der Buchserie Cyberarts und der Edition Prix Ars Electronica im Springer-Verlag.  und seit 1996 ist sie gemeinsam mit Gerfried Stocker für die künstlerische Leitung der Ars Electronica verantwortlich.

## Auszeichnungen
- TV-Preis von Radio Bremen für die Dokumentation Ars Electronica 1980
- Sonderpreis von Radio Bremen für die Konzeption der TV-Architekturrubrik Plus-Minus
- Preis Video Art Locarno
- RTBF - Synthesie
- Großes Goldenes Ehrenzeichen der Stadt Linz (2008)[4]
- Kulturmedaille der Stadt Linz
- Kulturmedaille des Landes Oberösterreich (2008)[5][6]
- Österreichisches Ehrenkreuz für Wissenschaft und Kunst (2018)[7]